# 1120-е годы до н. э.
1120-е (ты́сяча сто двадца́тые) го́ды до на́шей э́ры по пролептическому юлианскому календарю — промежуток времени с 1 января 1129 года до н. э. по 31 декабря 1120 года до н. э., включающий с 1129 по 1121 годы 8-го десятилетия  и 1120 год 9-го десятилетия XII века 2-го тысячелетия до н. э. Им предшествовали 1130-е годы до н. э., за ними следовали 1110-е годы до н. э. Они закончились 3145 лет назад.

## События
- 1126 — Навуходоносор I, царь Вавилона.
- 1126 — Фимет, легендарный царь Афин, умер бездетным после 8 лет царствования. Его сменил его наследник Меланф из Пилоса, пятое поколение потомков Нелея как сообщалось помогало ему в борьбе с Беотийцами.
- 1122 — легендарный эмигрант-основатель Киджа в Кочосоне.
- 1122 — основание Династии Чжоу.